# 什什卡 (科留科夫卡區)
51°45′48″N 32°5′55″E / 51.76333°N 32.09861°E
什什卡（烏克蘭語：Шишка），是烏克蘭北部的村莊，隸屬切爾尼希夫州的科留基夫卡區。該村面積0.32平方公里，2001年人口79，人口密度每平方公里246.1人。